# Bridget Fonda

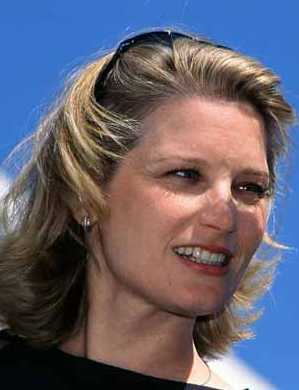
Bridget Fonda bei den Internationalen Filmfestspielen von Cannes 2001

Bridget Jane Fonda (* 27. Januar 1964 in Los Angeles, Kalifornien) ist eine ehemalige US-amerikanische Schauspielerin.

## Privates
Bridget Fonda ist die Enkelin von Henry Fonda, Tochter von Peter Fonda, Nichte von Jane Fonda und Patenkind von Larry Hagman. Bridget Fonda ist seit dem 29. November 2003 mit dem Filmkomponisten Danny Elfman verheiratet und hat mit ihm einen Sohn (* 2005).

## Schauspielerische Karriere
Als Vierjährige hatte sie ihren ersten Film-Auftritt im Frühjahr 1968; sie war eines der Kleinkinder in der Hippiekommune, die Peter Fonda und Dennis Hopper in Easy Rider auf ihrer Fahrt durch die USA aufsuchten. Im Jahr 1982 hatte sie eine Statistenrolle in der Komödie Partners. Während ihrer Schauspielausbildung am Actors Studio von Lee Strasberg spielte sie Theater in New York. Für das Kino übernahm sie höchst unterschiedliche Rollen, vom Experimental- bis zum Actionfilm. Nachdem sie schon 1990 für die Rolle als Mandy Rice-Davies in Scandal für einen Golden Globe als beste Nebendarstellerin nominiert worden war, hatte sie ihren endgültigen Durchbruch mit der Hauptrolle in dem Psycho-Thriller Weiblich, ledig, jung sucht … (1992). Im Jahr 1994 spielte sie in der Liebeskomödie 2 Millionen Dollar Trinkgeld neben Rosie Perez und Nicolas Cage eine weitere Hauptrolle. In Quentin Tarantinos Jackie Brown (1997) wirkte sie in einem Staraufgebot neben Robert De Niro und Samuel L. Jackson mit. Im Jahr 1997 lehnte sie die Titelrolle in der später weltweit erfolgreichen Fernsehserie Ally McBeal zugunsten ihrer Filmkarriere ab. 1998 verkörperte sie die Ehefrau von Bill Paxton in Sam Raimis Ein einfacher Plan. 
Nach ihren letzten beiden Kinofilmen Kiss of the Dragon und Feuerwerk auf italienisch (beide 2001) und ihrer Eheschließung hatte sie noch einige Rollen in TV-Produktionen, unter anderem in der zweiteiligen Fernsehverfilmung des gleichnamigen Märchens Die Schneekönigin (2002) von Hans Christian Andersen, in der sie die Titelrolle spielte. Nachdem sie 2005 Mutter geworden war, beendete sie ihre Schauspielkarriere und zog sich einige Jahre später vollständig aus der Öffentlichkeit zurück.

## Synchronstimme
Eine der deutschen Synchronstimmen von Fonda ist Petra Barthel.

## Filmografie (Auswahl)
- 1987: Aria – Regie der 7. Episode („Liebestod“ aus Tristan und Isolde): Franc Roddam
- 1988: Man(n) hat’s nicht leicht (You Can’t Hurry Love) – Regie: Richard Martini
- 1988: Ein fast anonymes Verhältnis (Strapless) – Regie: David Hare
- 1989: Shag – More Dancing (Shag) – Regie: Zelda Barron
- 1989: Scandal – Regie: Michael Caton-Jones
- 1990: Roger Cormans Frankenstein (Frankenstein unbound) – Regie: Roger Corman
- 1990: Der Pate III (The Godfather Part III) – Regie: Francis Ford Coppola
- 1991: Mein böser Freund Fred (Drop Dead Fred) – Regie: Ate De Jong
- 1991: Zum Schweigen verdammt (Out of The Rain)  – Regie: Gary Winick
- 1991: Iron Maze – Im Netz der Leidenschaft (Iron Maze) – Regie: Hiroaki Yoshida
- 1991: Doc Hollywood – Regie: Michael Caton-Jones
- 1992: Lederjacken (Leather Jackets) – Regie: Lee Drysdale
- 1992: Singles – Gemeinsam einsam (Singles) – Regie: Cameron Crowe
- 1992: Weiblich, ledig, jung sucht … (Single White Female) – Regie: Barbet Schroeder
- 1992: Armee der Finsternis (Army Of Darkness) – Regie: Sam Raimi
- 1993: Codename: Nina (Point Of No Return) – Regie: John Badham
- 1993: Camilla – Regie: Deepa Mehta
- 1993: Bodies, Rest & Motion – Regie: Michael Steinberg
- 1993: Little Buddha – Regie: Bernardo Bertolucci
- 1994: Willkommen in Wellville (The Road To Wellville) – Regie: Alan Parker
- 1994: 2 Millionen Dollar Trinkgeld (It Could Happen to You) – Regie: Andrew Bergman
- 1995: Wilder Zauber (Rough Magic) – Regie: Clare Peploe
- 1996: City Hall – Regie: Harold Becker
- 1996: Grace of My Heart – Regie: Allison Anders
- 1997: In der Abenddämmerung (In The Gloaming, Fernsehfilm) – Regie: Christopher Reeve
- 1997: Jackie Brown – Regie: Quentin Tarantino
- 1997: Mr. Jealousy – Regie: Noah Baumbach
- 1997: Touch – Regie: Paul Schrader
- 1998: Ein einfacher Plan (A Simple Plan) – Regie: Sam Raimi
- 1998: Break Up – Nackte Angst (Break Up) – Regie: Paul Marcus
- 1998: Finding Graceland – Unterwegs mit Elvis (Finding Graceland) – Regie: David Winkler
- 1999: Lake Placid – Regie: Steve Miner
- 2000: Südlich des Himmels – Westlich der Hölle (South of Heaven, West of Hell) – Regie: Dwight Yoakam
- 2001: Milo – Die Erde muss warten (Delivering Milo) – Regie: Nick Castle
- 2001: Feuerwerk auf italienisch (The Whole Shebang) – Regie: George Zaloom
- 2001: Kiss of the Dragon – Regie: Chris Nahon
- 2001: After Amy (Fernsehfilm) – Regie: Peter Werner
- 2001: Monkeybone – Regie: Henry Selick
- 2002: Die Schneekönigin (The Snow Queen, Fernsehfilm) – Regie: David Wu

## Nominierungen für Auszeichnungen
- 1990: Golden Globe Award – Nominierung für die beste weibliche Nebenrolle in einem Spielfilm für Scandal
- 1997: Primetime Emmy Award – Nominierung für die beste weibliche Nebenrolle in einem Spielfilm oder einer Miniserie[2] für In der Abenddämmerung
- 2002: Golden Globe Award – Nominierung für die beste weibliche Rolle in einem Spielfilm oder einer Miniserie für das Fernsehen für ihre Rolle in After Amy